# رشيد البستاني
رشيد البستاني (1887 – 1951) واسمهُ الكامل رشيد ابن ضاهر عبد الله البستاني وُلد في الدبية وتخرج من المدرسة البطريركية على يد نسيبه عبد الله البستاني. مال منذ حداثته إلى مهنة التدريس، فانصرف إليها مدة، ثم تولى وظيفة حكومية شغلها منذ عامين.

## الحياة المُبكّرة والتعليم
عاد رشيد إلى بلدته فأحدث فيها مدرسة من أجل العلم والثقافة. خلال الحرب العالمية الأولى سنة 1914 أغلق المدرسة، ولما انتهت الحرب عاد إلى التعليم، فدرس في معاهد الفرير ومدارس الآباء اليسوعيين، والحكمة، والمقاصد الخيرية والعلمانية والبعثة الإنكليزية، فقضى نحوًا من ثلاثين سنة في التعليم كما برعَ في فنون التعليم، وكان من أبرز الأفراد من ناحيّة الإدارة المدرسية.

## المسيرة المهنيّة
بدأ رشيد مسيرتهُ المهنيّة في مجال التأليف والكتابة – بعيدًا عن مهنة التدريس – في نظم قصائد شعرية كثيرة نشرها في الجرائد، ونقل إلى العربية آراء ونظريات في التعليم، منها ما طبع منفردًا ومنها ما زال مخطوطًا كما ألَّف روايات تمثيلية لم تُطبع إلى أن تُوفيَّ في عام 1951.